# ایان براون
ایان براون (انگلیسی: Ian Browne؛ زادهٔ ۲۲ ژوئن ۱۹۳۱) دوچرخه‌سوار اهل استرالیا است.
وی در مسابقات کشوری و بین‌المللی در مجموع برندهٔ ۳ مدال طلا شده‌است.